# Alsótömös
Alsótömös románul: Timișu de Jos, falu Romániában, Erdélyben, Brassó megyében.

## Fekvése
Brassótól délkeletre, a Tömösi-szorosban fekvő település.

## Története
Alsótömös, Tömös nevét 1840 augusztusában említették először Tanárky Sándor királyi őrnagy, hadtörténész leírásában, aki e vidéken járva, a Tömösi hágón átkelve így írta le Temes (Tömös) vidékét:
Útunk a hét faluk egyikén vitt keresztül, mellynek lakosi pokrocz készitésböl a jóllét biztos fokán állanak. Innen hegy szorosba bocsátkozánk, s vad szép vidéken jutottunk Temesre... Dicsö látványhoz jutottunk. Előttünk völgy terült el, mellynek hátulján emelkedett Bucses meglepö nagyszerü szikláival, ...Sürü erdök közt, szük nyíláson ereszkedtünk meredeken lefelé itt magasztas látvány nyilék fel. A Schulerberg sziklái függének fejeink felett, s mi alant a patak medréböl bámultuk a természetet, melly olly roppant müveiben. Királyi sasok szárnyallának fent a magasban, szabadon az uratlan bérczeken. A látvány meglepö s felemelö volt
Későbbi névváltozatai: 1850-ben Tömös, Vama Timisului, Tömös Pass, 1854-ben Alsó-Tömös, Unter-Tömös, Timisul de Jos, 1888-ban Alsó-Tömös (Unter-Tömös, Timisiu de sosu [Olv: 
"Zsoszu"]) telep Brassó, 1913-ban Alsótömös.

## Nevezetességek
- Nepomuki Szent János-kápolna (18. század közepe), a Tömösi-szoros és Predeál vidékének legrégibb fennmaradt vallási épülete, 1781-ben a pápa búcsújáró hellyé nyilvánította
- 1849 június 19-20 között itt zajlott le a Tömösi-szorosi második ütközet. A Kiss Sándor honvéd ezredes vezette székely honvédek ellenállása sikertelen volt az orosz sereggel szemben. (A csata emlékműve – 1879).
- Tömösi-szoros
- A falu Malomdombok nevű, északkeleti részéből több turistaút indul a Nagykőhavasra és a hegytömb látványosságai irányába (Hétlétrák, Medveszakadék, Sziklasor, Jégbarlang, Írottkő stb).
- A falu nyugati részéből több turistaút indul a Keresztényhavasra.

## Galéria

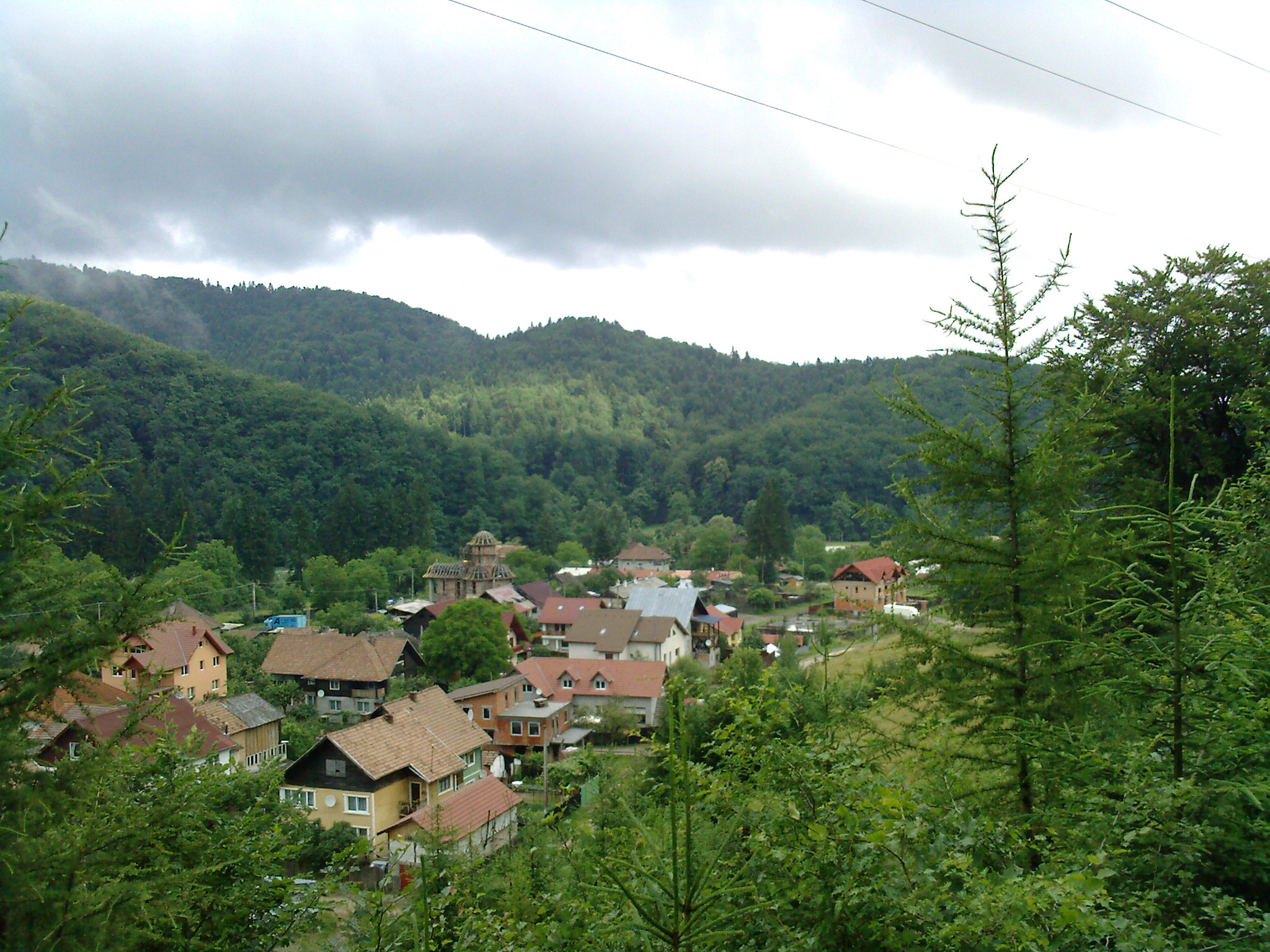
Malomdombok a Cigányútról
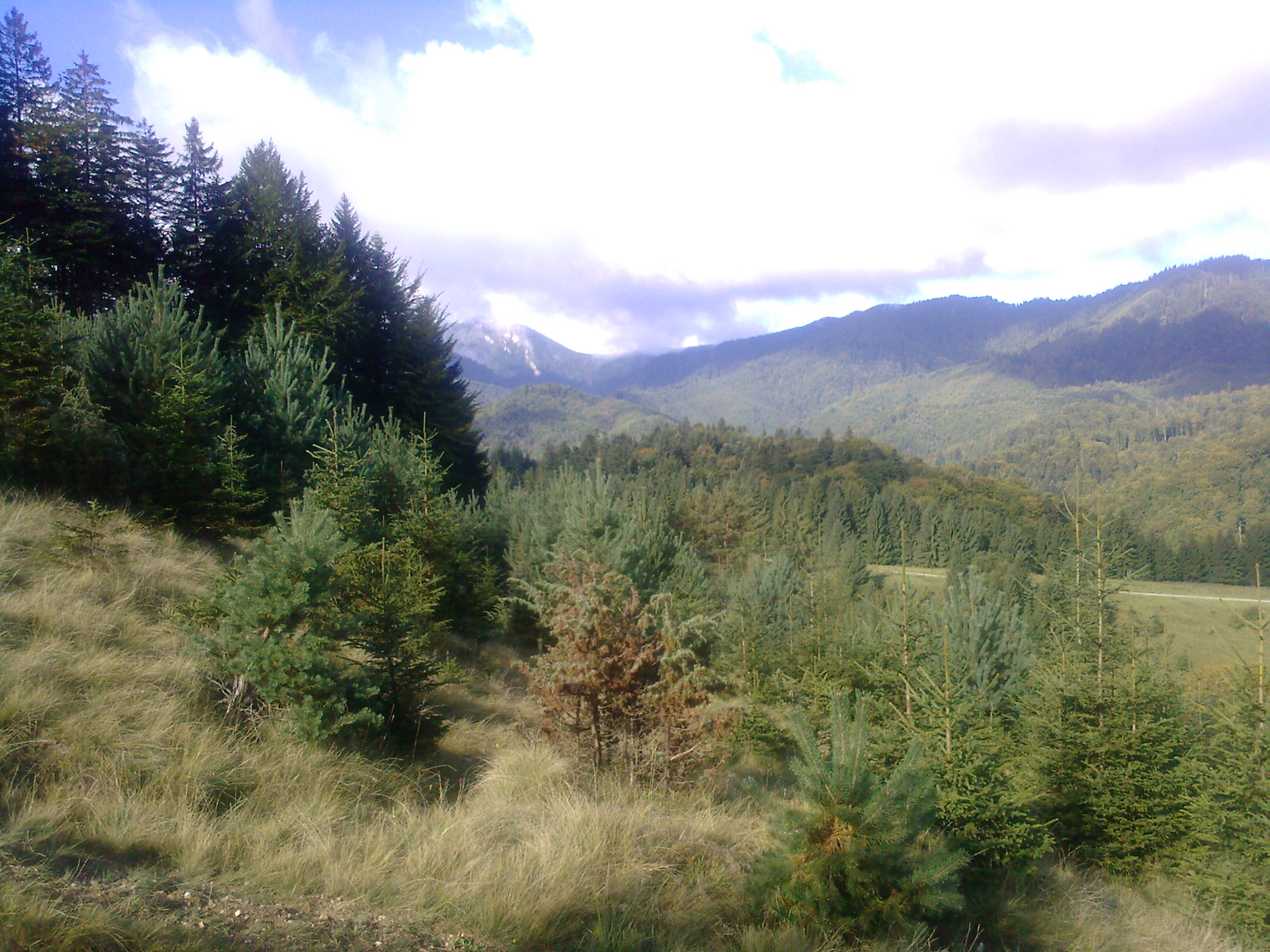
A Tömösi-szoros környéke
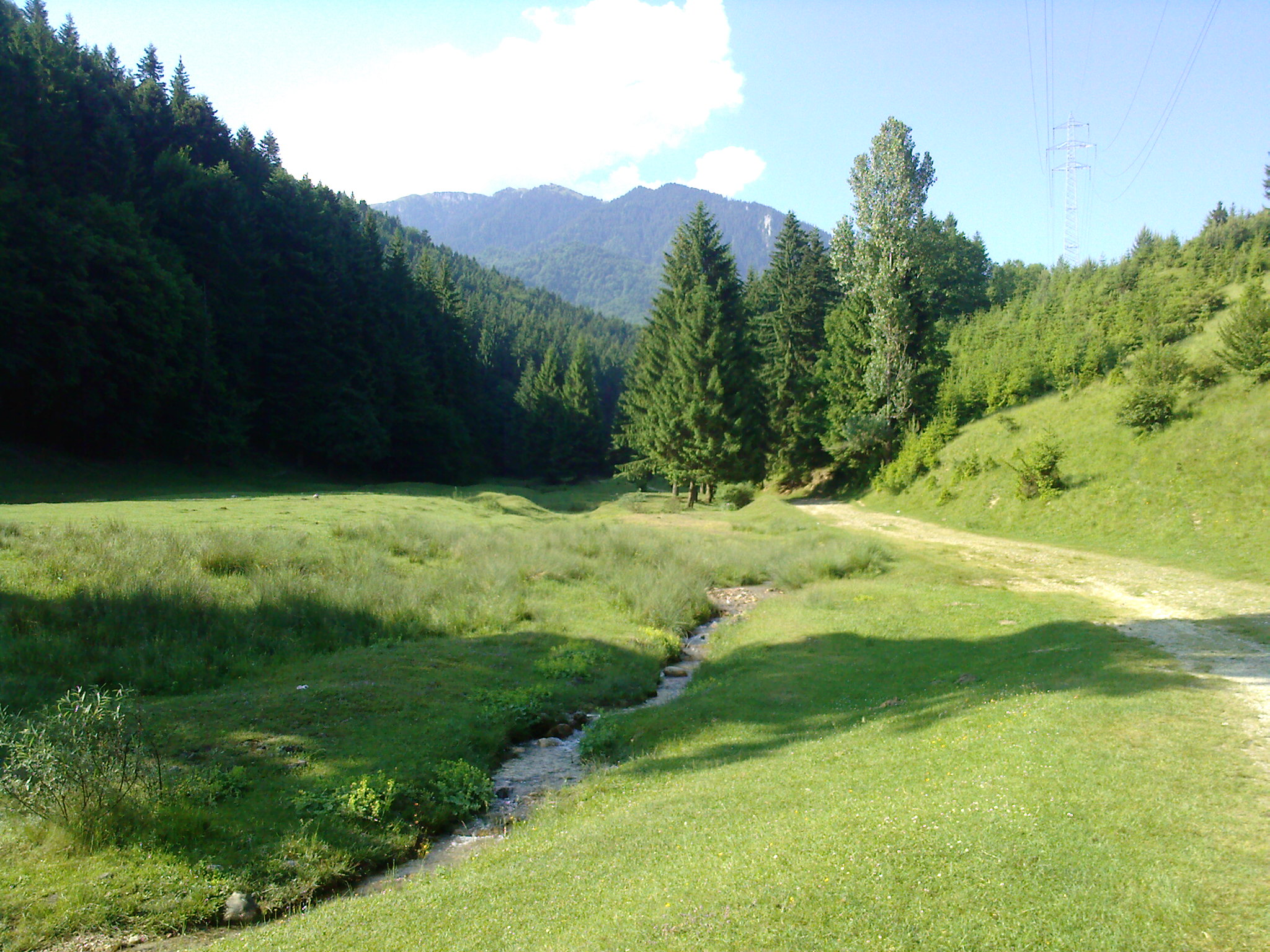
A Sipoly-patak
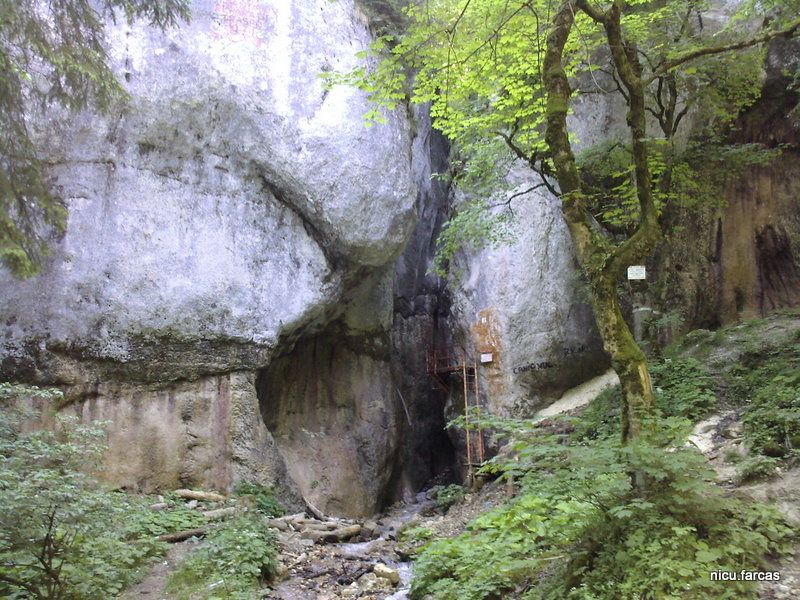
Hétlétrák bejárata
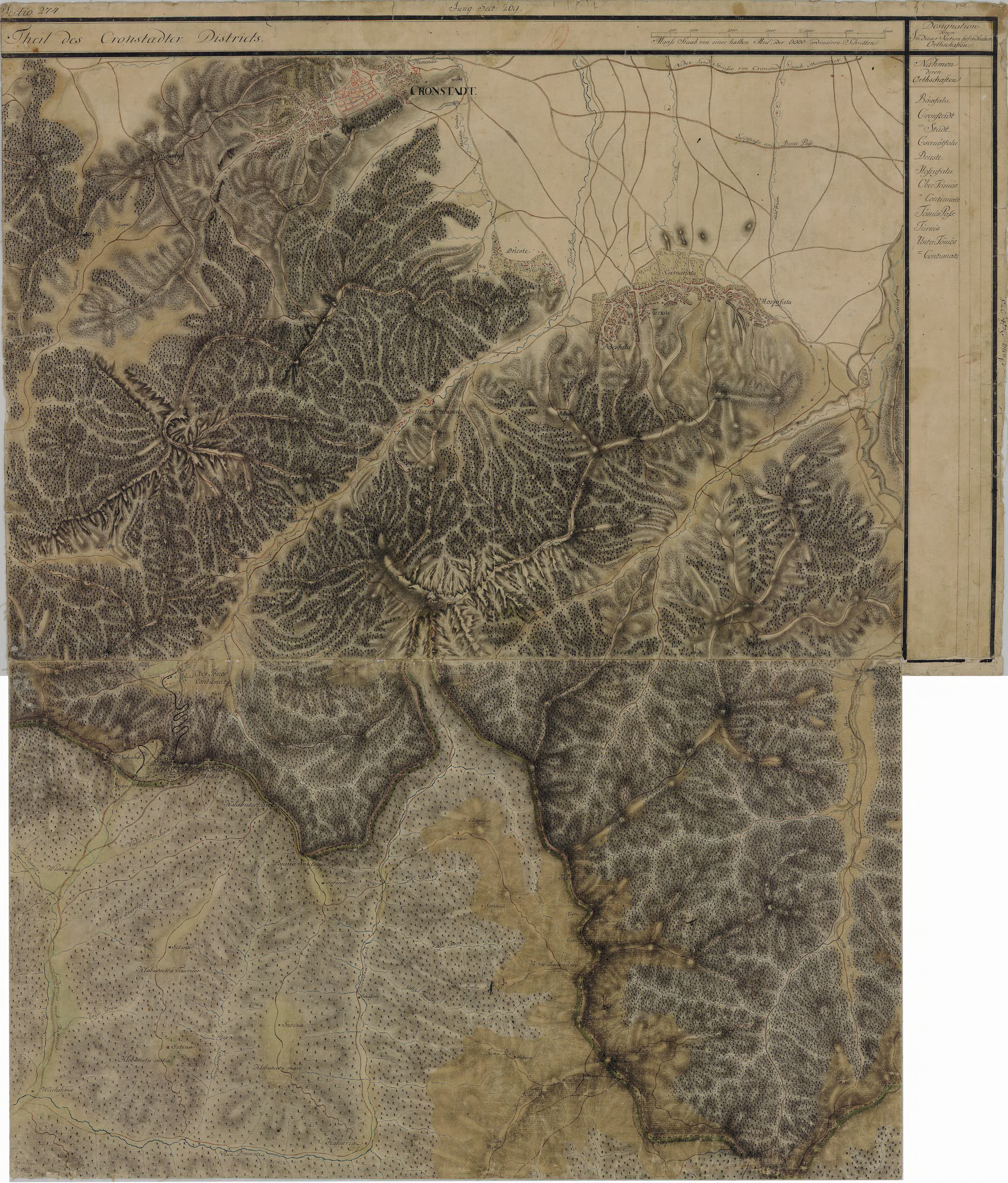
Alsótömös a jozefiniánus térképen